# A26 (motorväg, Italien)
A26 är en motorväg i Italien som går mellan Voltri och Gravellona Toce.